# 卡斯泰尔奇维塔
卡斯泰尔奇维塔（義大利語：Castelcivita），是意大利萨莱诺省的一个市镇。总面积57平方公里，人口1934人，人口密度33.9人/平方公里（2009年）。ISTAT代码为065030。